# Porto Gouveia
Porto Gouveia (crioll capverdià Purto Guvéa) és una vila al sud de l'illa de Santiago a l'arxipèlag de Cap Verd. Està situada a 7 kilòmetres al nord-oest de Cidade Velha.